# 순천 낙안읍성
순천 낙안읍성(順天 樂安邑城)은 대한민국 전라남도 순천시 낙안면에 있는 조선시대의 읍성이다. 1983년 6월 14일 대한민국의 사적 제302호로 지정되었다.
1908년까지 존속하였던 낙안군의 중심지였다. 낙안읍성은 성곽과 내부 마을이 원형에 가깝게 보존되어 있어 역사적 가치가 높다. 해마다 5월에는 낙안민속문화축제, 10월에는 남도음식축제가 열린다. 전통 한옥들이 있으며 현재 실제 주민들이 거주 중이다. 현재 대한민국 세계유산 잠정 목록에 등재되어 있다.

## 개요
고려 후기부터 잦은 왜구의 침입으로 인한 피해를 막기 위해, 조선 전기에 흙으로 쌓은 성이다.
조선 태조 6년(1397)에 김빈길(미상∼1405년(태종 5))장군은 태조 이성계에 왜적을 막기 위해 낙안읍에 토성을 쌓아달라는 상소를 올려 낙안읍성이 처음 축조되었고, 『세종실록』에 의하면 1424년부터 여러 해에 걸쳐 돌로 다시 성을 쌓아 규모를 넓혔다고 한다. 읍성의 전체 모습은 사각형으로 길이는 1,410m이다. 동·서·남쪽에는 성안의 큰 도로와 연결되어 있는 문이 있고, 적의 공격을 효과적으로 막기 위해 성의 일부분이 성밖으로 튀어나와 있다. 성안의 마을은 전통적인 모습을 그대로 간직하고 있어, 당시 생활풍속과 문화를 짐작할 수 있게 해준다.
'순천 낙안읍성' 안에는 전 가옥이 한옥(초가집과 기와집)인 전통마을이 있는데, 주민들은 농사를 짓고 민박을 운영하며 생활을 영위하고 있다. 또한 민예가과 기념품 등을 판매하는 샵과 전통 주막이 운영되고 있다.
읍성 내에 초가집 가옥들은 몇 백년을 이어오며 현재까지도 실제 주민들(원주민이든 외지인이든)이 거주하고 있다. 비록 새로 보수하거나 개축이 된 가옥이 있을지라도 다른 지역에 역사 실체적 근거없이 관광용이나 전시용으로 만들어 놓은 초가집들 혹은 드라마영화 세트장과는 근본적으로 그 전통의 맥이 다른 독보적인 가치를 지니고 있다. 서남쪽 성곽 위에서 내려다 보이는 읍성 주변 풍경과 성내 민가 가옥들의 정경은 가위 대한민국 최고로 뽑을 만큼 아름다운 정서적 절경이 아닐수 없다. 반드시 세계문화유산에 등록 보호 보존되어야 하고, 지나친 상업화나 관광 유흥지가 되는 것을 막고 국가나 지자체 차원에서 나서 원형의 보존과 되물림에 힘써야 한다.
낙안 읍성은 현존하는 읍성 가운데 보존 상태가 좋은 것들 중 하나이며, 조선 전기의 양식을 그대로 간직하고 있다.
순천 낙안읍성은 미 CNN선정 ‘한국 최고 여행지 50선’뽑히기도 하였다.

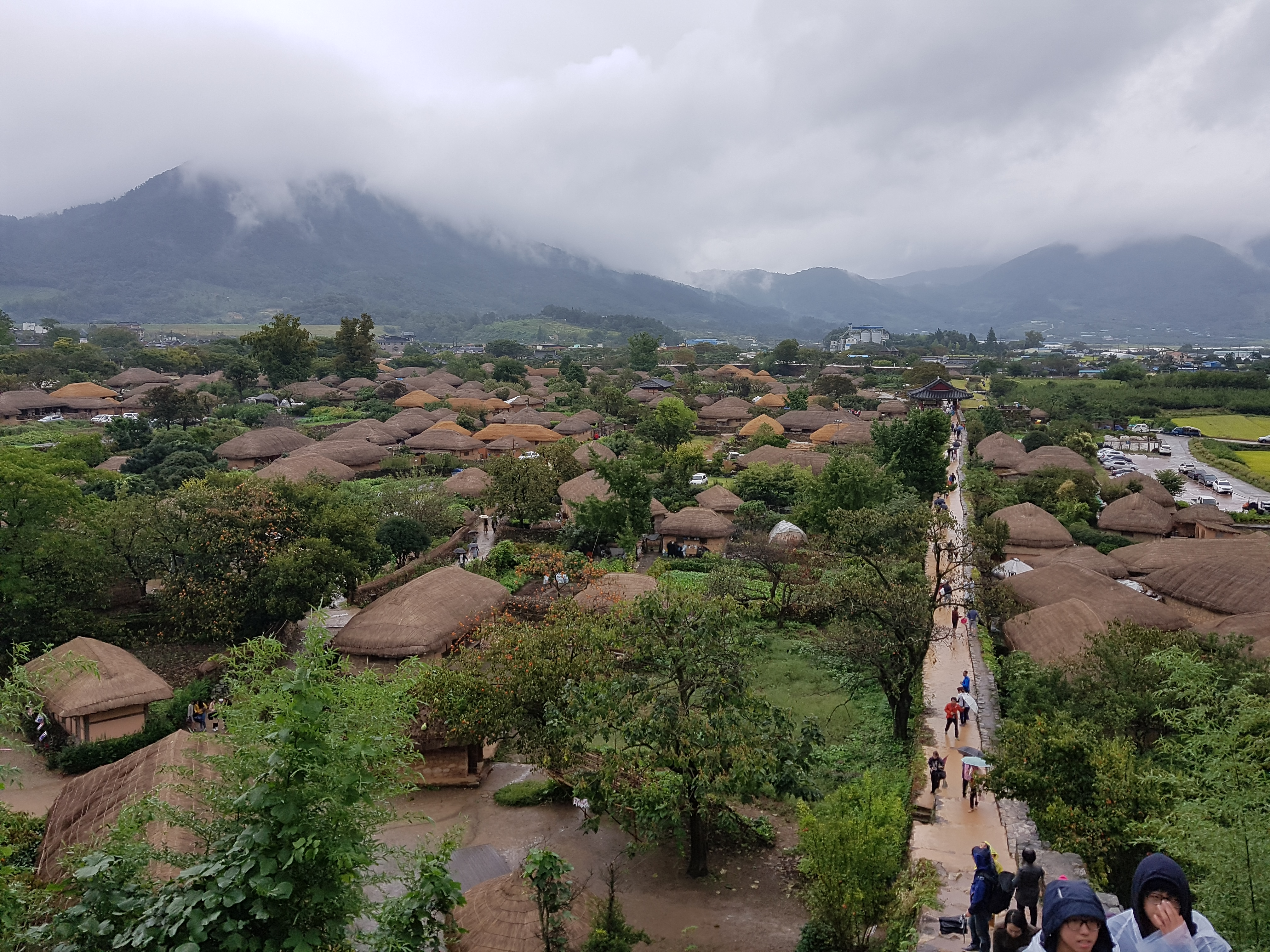
순천 낙안읍성
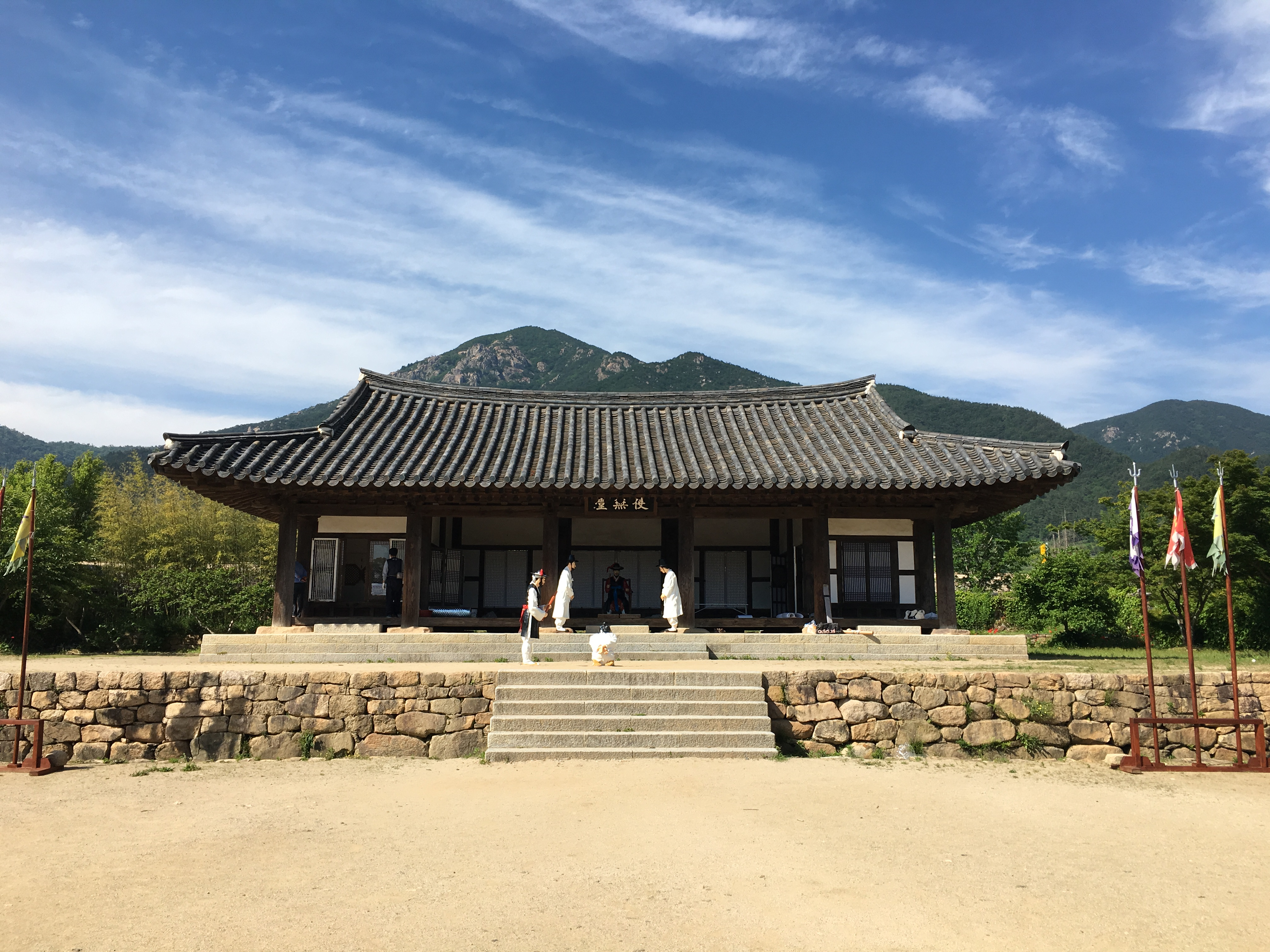
낙안읍성 동헌
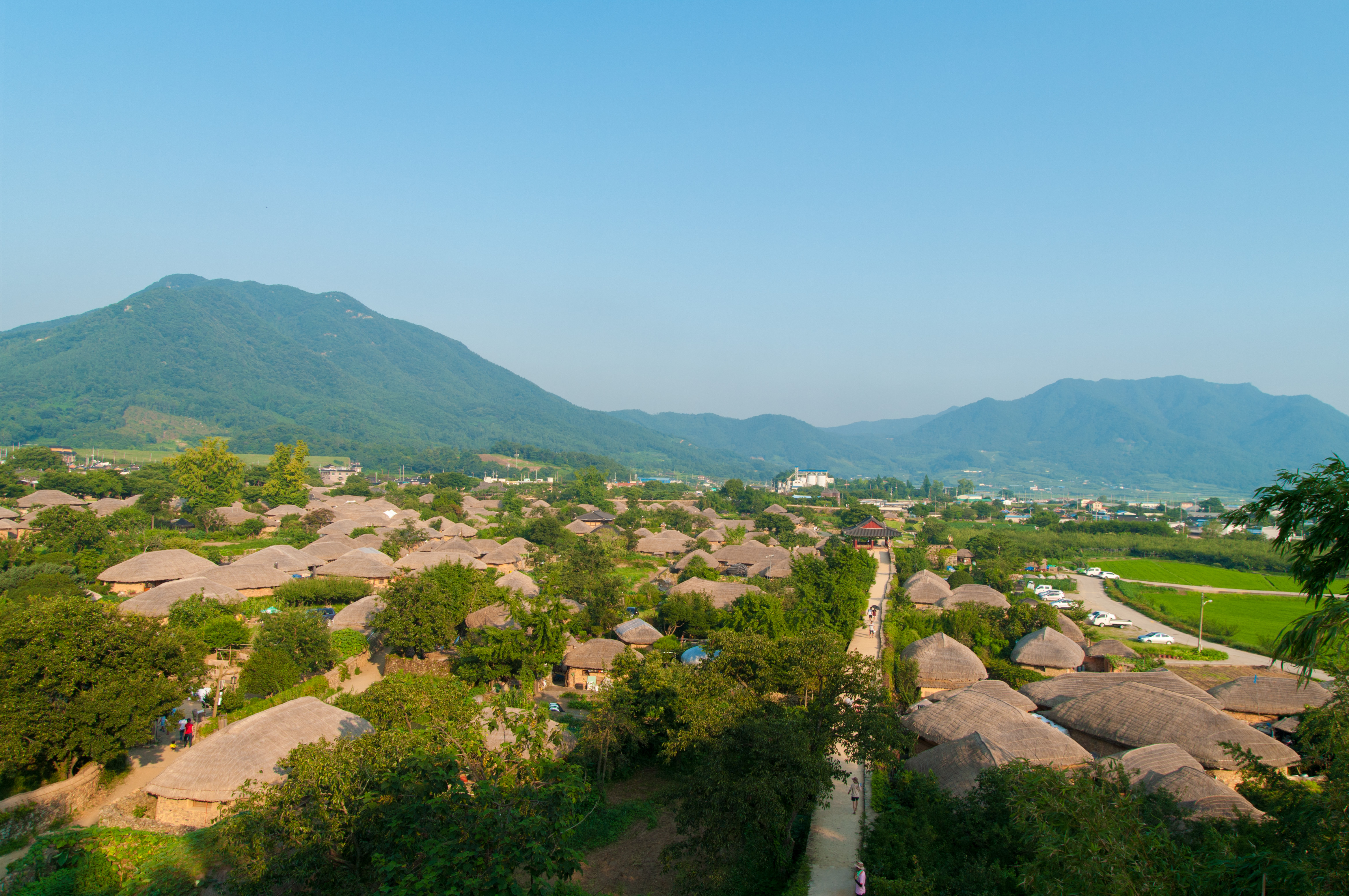
낙안읍성
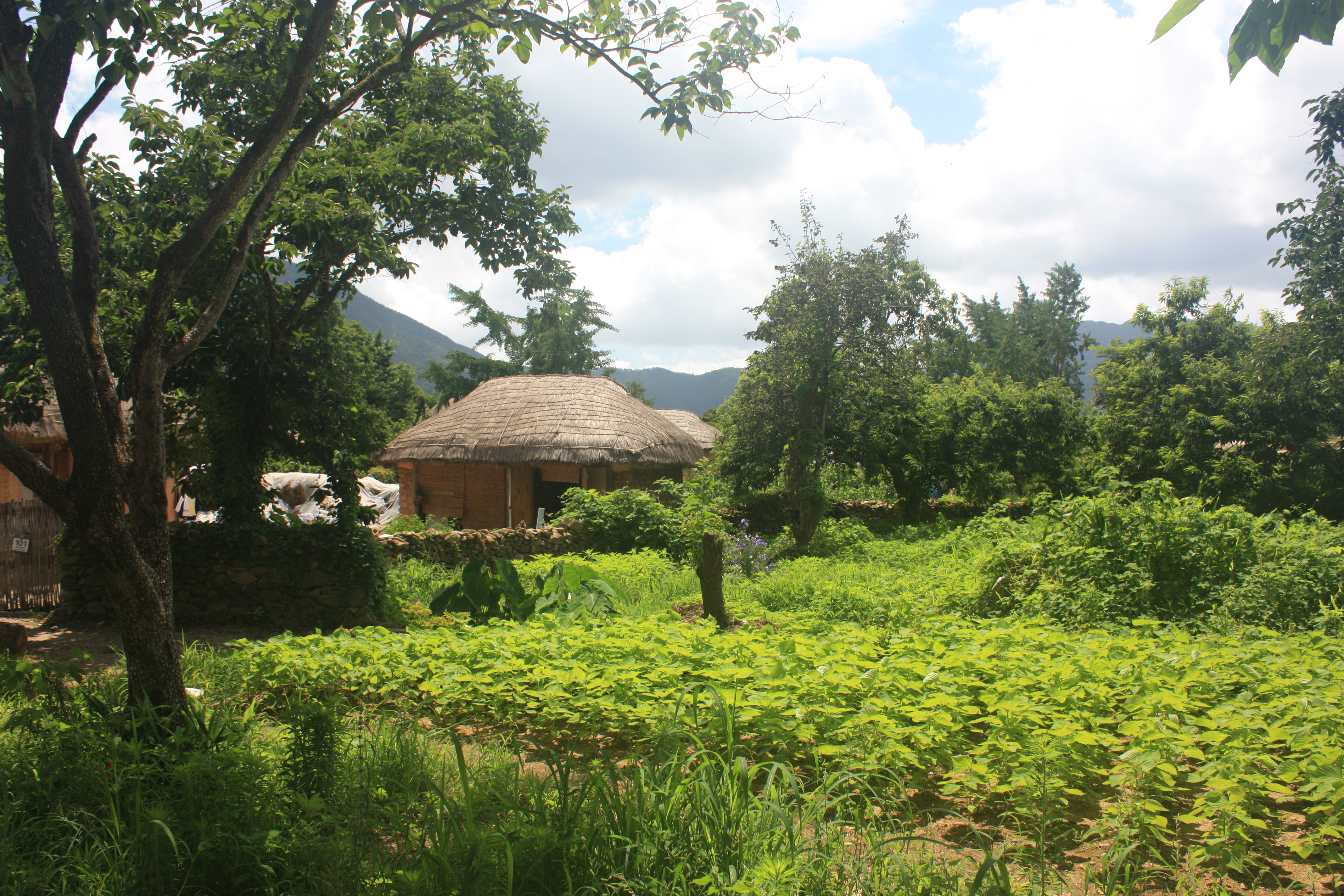
낙안읍성 농가

## 참고 자료
- 순천 낙안읍성 - 국가유산청 국가유산포털